# Apollinaire Wantina
 (mai 2021).
La mise en forme du texte ne suit pas les recommandations de Wikipédia : il faut le « wikifier ».
Les points d'amélioration suivants sont les cas les plus fréquents :
- Les titres sont pré-formatés par le logiciel. Ils ne sont ni en capitales, ni en gras.
- Le texte ne doit pas être écrit en capitales (les noms de famille non plus), ni en gras, ni en italique, ni en « petit »…
- Le gras n'est utilisé que pour surligner le titre de l'article dans l'introduction, une seule fois.
- L'italique est rarement utilisé : mots en langue étrangère, titres d'œuvres, noms de bateaux, etc.
- Les citations ne sont pas en italique mais en corps de texte normal. Elles sont entourées par des guillemets français : « et ».
- Les listes à puces sont à éviter, des paragraphes rédigés étant largement préférés. Les tableaux sont à réserver à la présentation de données structurées (résultats, etc.).
- Les appels de note de bas de page (petits chiffres en exposant, introduits par l'outil «  Source ») sont à placer entre la fin de phrase et le point final[comme ça].
- Les liens internes (vers d'autres articles de Wikipédia) sont à choisir avec parcimonie. Créez des liens vers des articles approfondissant le sujet. Les termes génériques sans rapport avec le sujet sont à éviter, ainsi que les répétitions de liens vers un même terme.
- Les liens externes sont à placer uniquement dans une section « Liens externes », à la fin de l'article. Ces liens sont à choisir avec parcimonie suivant les règles définies. Si un lien sert de source à l'article, son insertion dans le texte est à faire par les notes de bas de page.
- La présentation des références doit suivre les conventions bibliographiques. Il est recommandé d'utiliser les modèles {{Ouvrage}}, {{Chapitre}}, {{Article}}, {{Lien web}} et/ou {{Bibliographie}}. Le mode d'édition visuel peut mettre en forme automatiquement les références.
- Insérer une infobox (cadre d'informations à droite) n'est pas obligatoire pour parachever la mise en page.

Pour une aide détaillée, merci de consulter Aide:Wikification.
Si vous pensez que ces points ont été résolus, vous pouvez retirer ce bandeau et améliorer la mise en forme d'un autre article.
Apollinaire Wantina Tuazungulua est un artiste Rendiste[Quoi ?] congolais, né à Kimpese le 11 avril 1978 dans la provence du KONGO central en  République démocratique du Congo.

## Biographie
Fils de Léon Wantina matumona et d'Emilie Keto Diasonama Il commence ses études Primaires de 1984 à 1990 à l’Ecole Primaire EP CBCO-Zola 2 à Kimpese.Sa famille s'installe à Kinshasa après son Certificat d'études primaires en 1990.En 1998 , il obtient son diplôme d’Etat en Arts Plastiques à l’Institut des Beaux-Arts de Kinshasa. Trois ans après, il termine son graduat en peinture à lABA "Institut Supérieur Technique Académie des Beaux-Arts de Kinshasa".  Étudiant à l'École supérieure des arts Décoratifs de Strasbourg en France aujourd'hui haute école des Arts du Rhin HEAR en sigle , en Art3 pour préparer son DNSEP (Diplôme National Supérieur d’Expression Plastique), conjointement avec sa licence en peinture à  l'Académie des Beaux- Arts de Kinshasa en 2008 et 2009 mais il n'a pas pu décrocher ses deux diplômes.
Apollinaire WANTINA TUAZUNGULUA est membre cofondateur du collectif LIBRISME synergie, cofondateur du groupe Bongo dub massif, fondateur du groupe K-Wan La Zik et fondateur du genre RENDISME qu'il va considérer comme donner un nouveau souffle de vie à la chose ou aux choses après leurs utilisations, serait un moyen de développer des sujets qui tendent à la réflexion sur les actes humains face à la nature et les actes de la nature face à l'humain (..). Il s’est révélé au public à la faveur de plusieurs expositions tant individuelles que collectives en RD Congo et à l’étranger.